# Michele Sanmicheli

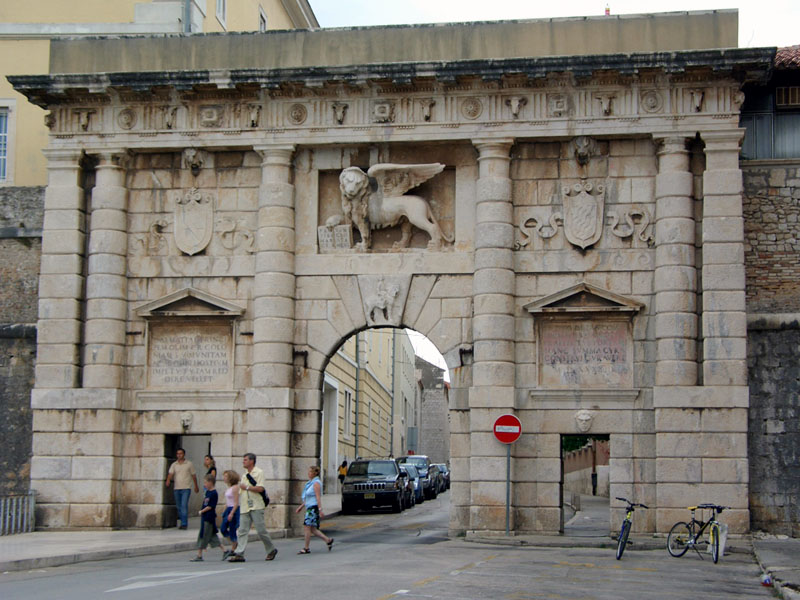
Puerta Terraferma en Zadar.

Michele Sanmicheli, a veces también transcrito como Sammicheli, Sanmichele o Sammichele (San Michele Extra, Verona, 1484 - 1559) fue un arquitecto italiano del Renacimiento.

## Biografía

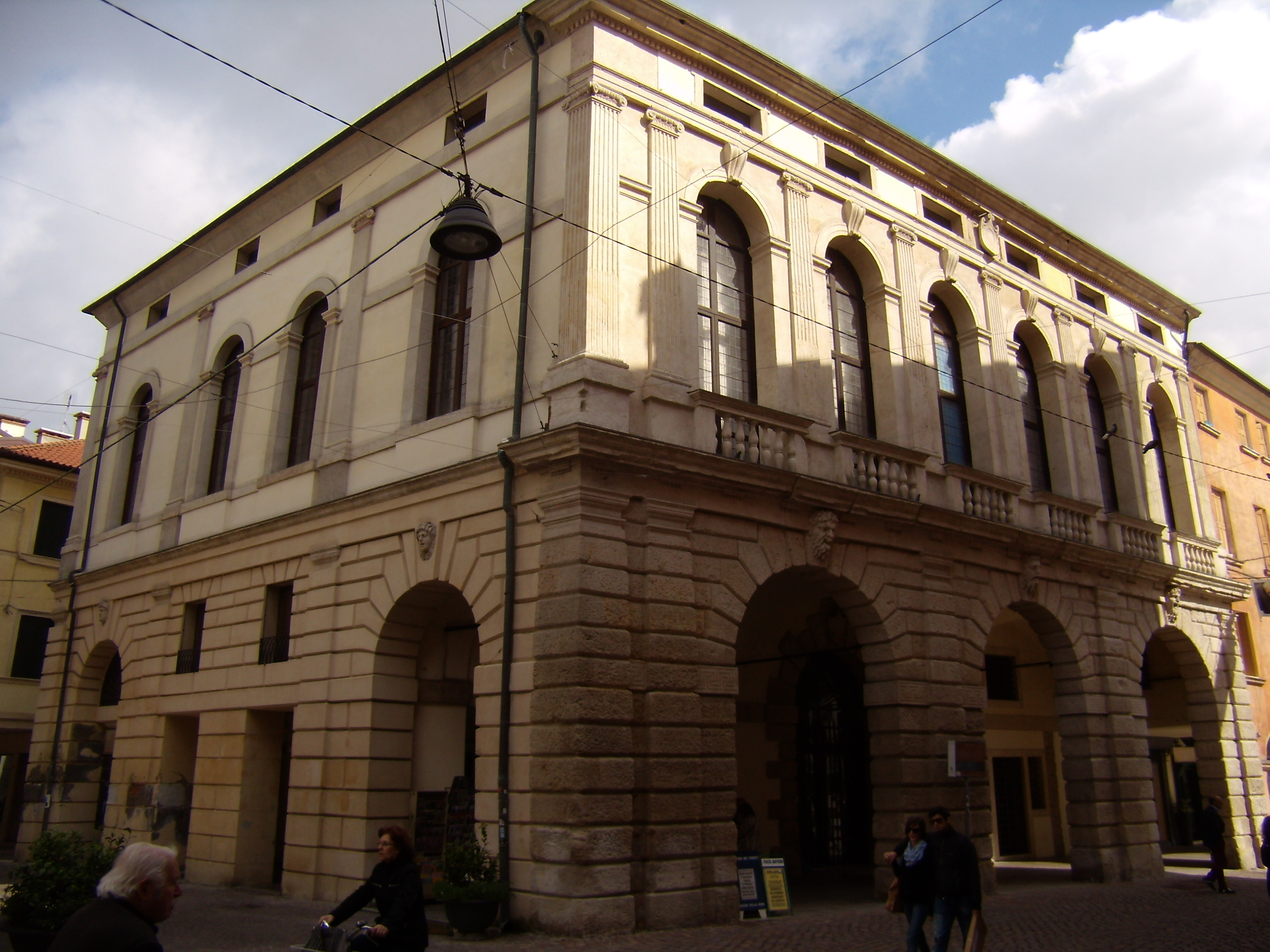
Palazzo Roncale en Rovigo

Nació en el barrio de San Michele Extra de Verona, ciudad que entonces pertenecía a la República de Venecia. 
Aprendió las bases de su disciplina con su padre, Giovanni, y su tío Bartolomeo, ambos constructores de Verona. Como Jacopo Sansovino, fue funcionario de la República de Venecia, pero al contrario que Sansovino también trabajó fuera de la República. Se distinguió como arquitecto militar, y trabajó en el refuerzo de las fortalezas venecianas de Creta, Candia, Dalmacia y Corfú. Por el hecho de haber visitado Chipre y Creta bajo pedido de la Serenísima, Sanmicheli fue probablemente el único arquitecto italiano del siglo XVI que tuvo la oportunidad de contemplar la arquitectura griega, una posible fuente de inspiración,  ya que hizo uso de columnas dóricas sin base. 
En la juventud visitó Roma, probablemente para trabajar como ayudante de Antonio da Sangallo, y tuvo la oportunidad de estudiar la escultura y la arquitectura clásicas. En 1509 se trasladó a Orvieto, donde permaneció las siguientes dos décadas. Entre sus primeras obras cabe destacar el primer proyecto de la catedral de Montefiascone, comenzada en el año 1519, un edificio octogonal cubierto con una cúpula, la iglesia de Santa Maria delle Grazie, en Orvieto, y la capilla Petrucci de la iglesia de Santo Domingo. 
Volvió a Verona el año 1527 para trabajar en las monumentales puertas de la ciudad: Porta Nuova y Porta Palio. Además, empezó a trasformar las fortificaciones de la ciudad, utilizando el sistema de bastiones. 
Su fama de arquitecto se encuentra ligada a obras renacentistas, como los palacios Canossa, Bevilacqua y Pompei en Verona, Villa Cornaro (derribada), Ca 'Cornaro en San Polo (Venecia) y por los numerosos proyectos de fortalezas, entre ellas el fuerte de Sant Andreu, en Venecia. 
Concluyó su carrera con el proyecto de la iglesia circular de Madonna di Campagna, en los alrededores de Verona, en 1559, donde murió a causa de una violenta fiebre.

## Obras
- Puertas urbanas de Verona:

-  Porta Nuova: construida entre 1535 y 1540, fue ampliamente remodelada por los austriacos en 1854.
-  Porta Palio: la construyó entre 1542 y 1557 y se la considera su obra maestra en cuanto a su vertiente de arquitecto militar.
-  Porta San Zeno

- Puerta urbana en Zadar:

- Puerta de Terraferma

- Palacios en Verona:

- Palacio Bevilacqua (1530 ca.)
- Palacio Canossa (1532 ca.)
- Palacio Pompei (1555 ca.)
- Palacio Guastaverza (a 1555)

- Palacios en Venecia:

- Palacio Cornaro en San Polo
- Palacio Grimani di San Luca (1556 ca.)

- Iglesias y capillas:

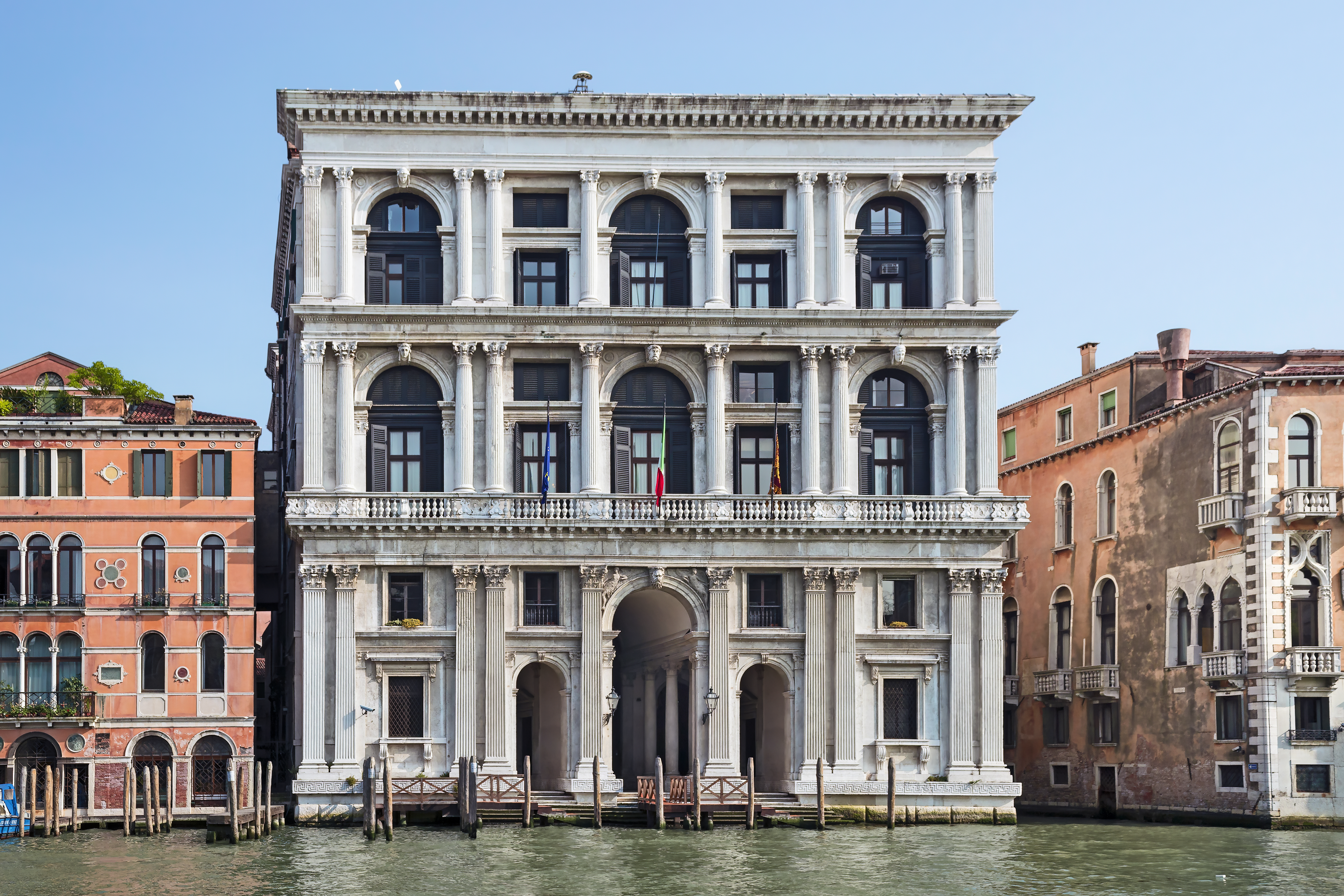
Palacio Grimani di San Luca - Venecia

- Capilla funeraria Petrucci en Santo Domingo (Orvieto) (1516 ca.)
- Capilla funeraria Pellegrini en San Bernardino (Verona)
- Capilla de la Villa Della Torre, en Fumane (Verona)
- Santuario-Basílica de "Santa Maria della Pace" o Madonna di Campagna, en el barrio de San Michele Extra (Verona), en 1559